# Нерубенко Володимир Федорович
Володимир Федорович Нерубенко (нар. 1905, Харків — пом. 10 червня 1944) — український радянський графік.

## Біографія
Народився у 1905 році у місті Харкові (тепер Україна). Закінчив Харківський художній інститут, де навчався у Олексія Маренкова і Івана Падалки. Працював у Харкові.
Брав участь у німецько-радянській війні. Був командиром стрілецької роти (лейтенант). Загинув  10 червня 1944 року. Похований в селищі Майнило. Посмертно нагороджений орденом Вітчизняної війни І ступеня (9 липня 1944).

## Творчість
Малював карикатури в газетах у журналі «Червоний Перець». Оформив книги:
- «Коротке життя» Р. Акульшина (1930);
- «У колектив!» Микити Годованця (1930);
- «Шаржі і пародії» М. Шеремета (1931);
- «Шахтарі» Олексія Кундзіча (1932).

## Пам'ять
7 травня 1965 року в Києві на будинку № 6 на Майдані Незалежності, було встановлено мідну меморіальну дошку (нині втрачена) з написом:
```
   
Художники, які загинули в боротьбі
 

проти німецько-фашистських загарбників

       
у 1941-1945 роках

    
Вербицький Лазар Якович

    
Горілий Павло Петрович

    
Донченко Євген Семенович

    
Іванов Борис Миколайович

    
Кияшко Євген Іванович

    
Нерубенко Володимир Федорович

    
Пивоваров Григорій Леонідович

    
Приходько Яків Степанович

 
Брати по мистецтву, ви завжди з нами
[
2
]
```